# NGC 6578
NGC 6578 é uma nebulosa planetária na direção da constelação de Sagittarius. O objeto foi descoberto pelo astrônomo Edward Pickering em 1882, usando um telescópio refrator com abertura de 15 polegadas. Devido a sua moderada magnitude aparente (+12,9), é visível apenas com telescópios amadores ou com equipamentos superiores. 